# Chikkarasanahalli, Koratagere
Chikkarasanahalli là một làng thuộc tehsil Koratagere, huyện Tumkur, bang Karnataka, Ấn Độ.